# Rennert
Rennert és una població dels Estats Units a l'estat de Carolina del Nord. Segons el cens del 2000 tenia 283 habitants.

## Demografia
Segons el cens del 2000, Rennert tenia 283 habitants, 88 habitatges i 62 famílies. La densitat de població era de 138,3 habitants per km².
Dels 88 habitatges en un 33% hi vivien nens de menys de 18 anys, en un 43,2% hi vivien parelles casades, en un 20,5% dones solteres, i en un 29,5% no eren unitats familiars. En el 21,6% dels habitatges hi vivien persones soles el 13,6% de les quals corresponia a persones de 65 anys o més que vivien soles. El nombre mitjà de persones vivint en cada habitatge era de 3,22 i el nombre mitjà de persones que vivien en cada família era de 3,73.
Per edats la població es repartia de la següent manera: un 32,9% tenia menys de 18 anys, un 14,1% entre 18 i 24, un 24,7% entre 25 i 44, un 18,4% de 45 a 60 i un 9,9% 65 anys o més.
L'edat mediana era de 27 anys. Per cada 100 dones de 18 o més anys hi havia 88,1 homes.
La renda mediana per habitatge era de 26.250 $ i la renda mediana per família de 28.500 $. Els homes tenien una renda mediana de 18.542 $ mentre que les dones 17.656 $. La renda per capita de la població era de 5.833 $. Entorn del 13,6% de les famílies i el 18,4% de la població estaven per davall del llindar de pobresa.

## Poblacions properes
El següent diagrama mostra les poblacions més properes.